# Сєлніцький потік
Сєлніцький потік (словац. Sielnický potok) — річка в Словаччині; права притока Грону довжиною 12 км. Протікає в окрузі Зволен.
Витікає в масиві Кремницькі-Врхи на висоті 890 метрів. Протікає територією села Сєлніца і міста Сляч. Серед приток -Вовчий потік.
Впадає у Грон на висоті 293.8 метра.